# Zbójnicka Turnia

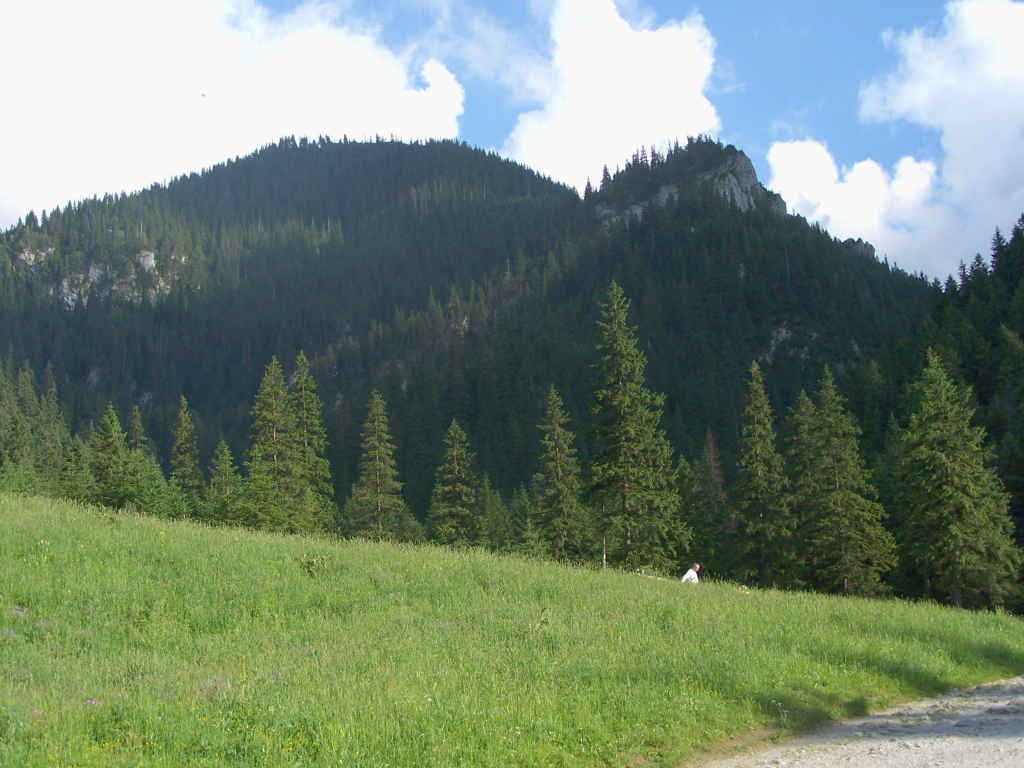
Zbójnicka Turnia widziana z Doliny Kościeliskiej

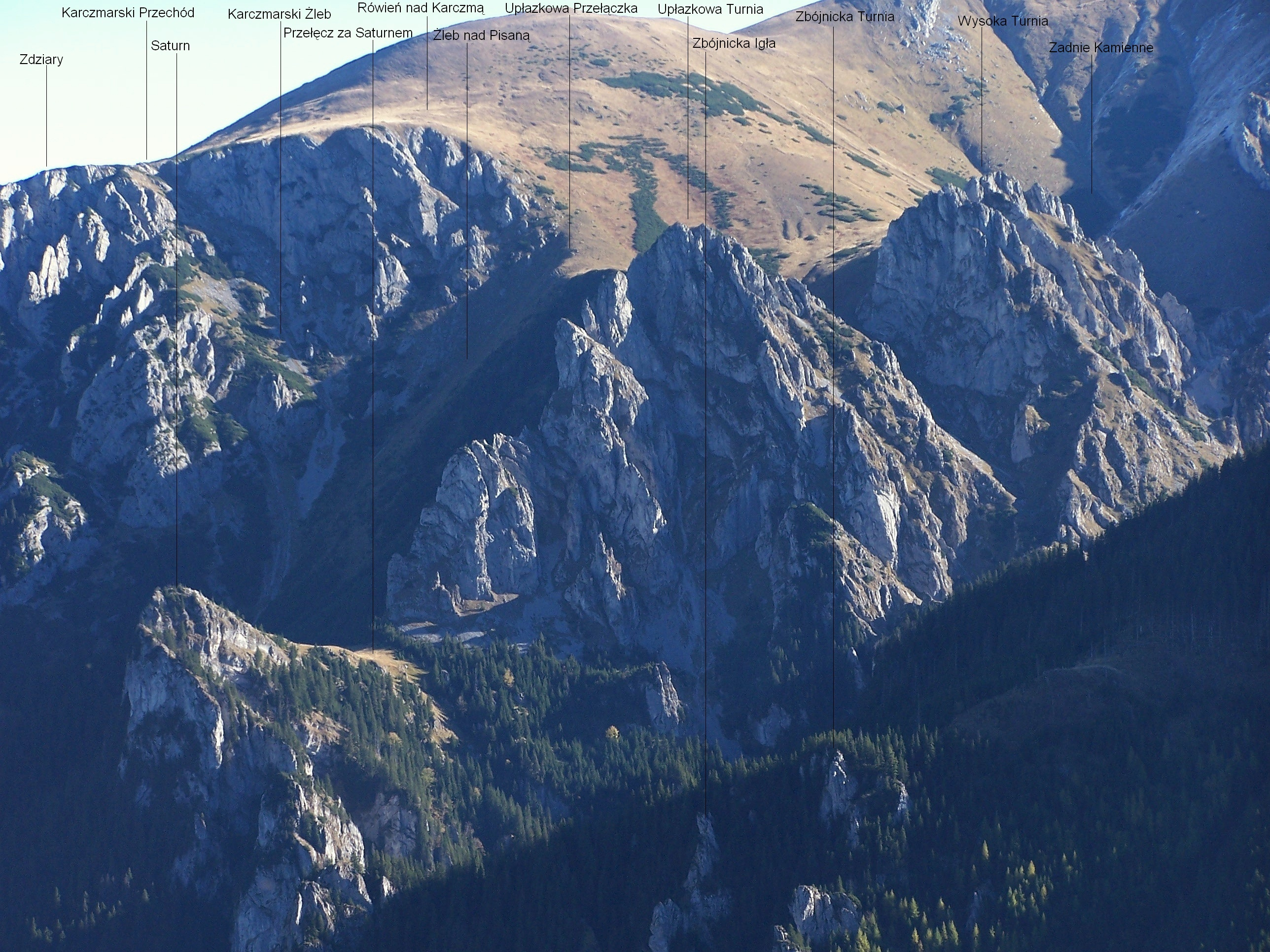
Widok z Ornaku

Zbójnicka Turnia – turnia w zachodnich stokach Gubalca tworzących wschodnią ścianę Wyżniej Kościeliskiej Bramy (Bramy Raptawickiej) w Dolinie Kościeliskiej w Tatrach Zachodnich. Znajduje się ok. 800 m na południe od Polany Pisanej, ponad Skałą Pisaną. Od szczytu Gubalca oddzielona jest szeroką przełęczą zwaną Wyżnim Zbójnickim Przechodem. Nazwa turni ma związek ze zbójnicką przeszłością Doliny Kościeliskiej. Według górali w jej jaskiniach mieszkali zbójnicy i znajdują się tam zgromadzone przez nich skarby. Jaskinie te były w dawnych wiekach wielokrotnie przeszukiwane przez poszukiwaczy skarbów, świadczą o tym wyryte przez nich na ścianach znaki.
Zbudowana z dolomitowo-wapiennych skał Zbójnicka Turnia wznosi się uskokiem o wysokości około 40 m nad Niżnim Zbójnickim Przechodem oddzielającym ją od znajdującej się poniżej mniejszej turni – Zbójnickiej Igły. Po lewej stronie tego uskoku, nad Wąwozem Kraków znajduje się skalny mur, a w nim i w ścianach Zbójnickiej Turni otwory wejściowe do jaskiń: Jaskinia Ziobrowa, Nyża za Załomem, Nyża nad Ziobrową, Zbójnicki Korytarzyk, Zbójnicka Szczelina, Zbójnicka Piwnica, Jaskinia w Zbójnickiej Turni, Schron pod Zbójnicką Turnią, Dzwonnica, Serowa Dziura, Groby, Jaskinia Poszukiwaczy Skarbów, Dziura ze Znakami, Zbójnicka Rura, Schron z Kijem, Korytarzyk pod Zamkiem, Mała Szczelina, Radkowa Dziura I, Szczelina pod Niżnią Zbójnicką Turnią. Na wierzchołek Zbójnickiej Turni można łatwo wejść z Wyżniego Zbójnickiego Przechodu (różnica wysokości około 15 m). Rośnie tutaj kilka okazów sosny zwyczajnej. Ten bardzo pospolity na niżu gatunek drzewa w Tatrach jest rzadki i na stanowiskach naturalnych jest reliktem glacjalnym.